# Safia nigrescens
Safia nigrescens är en fjärilsart som beskrevs av William Schaus 1912. Safia nigrescens ingår i släktet Safia och familjen nattflyn. Inga underarter finns listade.